# João Caldas Viana Filho

Brasão de João Caldas Vianna Filho, Barão e Visconde de Pirapetinga.

João Caldas Viana Filho, barão e visconde de Pirapetinga (Campos dos Goytacazes, 12 de maio de 1837 — Rio de Janeiro, 14 de junho de 1891) foi um fazendeiro e enxadrista brasileiro.
Filho de João Caldas Viana, que foi presidente da Província do Rio de Janeiro, e de Margarida Perpétua Peçanha Viana, casou-se com Joana Cândida de Oliveira.
Comendador da Imperial Ordem de Cristo e da Imperial Ordem da Rosa.
Em sua antiga casa em Campos, tombada pelo patrimônio estadual, hoje funciona o Hotel Amazonas.
João Caldas Viana foi o primeiro grande enxadrista brasileiro e provavelmente o maior jogador surgido no Brasil até 1930. Participava de diversos torneios pela corte, no Clube Beethoven, Club dos Diários e em diversos outros. Participou do primeiro torneio de xadrez efetuado no Brasil, em 1880, junto a Machado de Assis (que foi o primeiro brasileiro a ter um problema de xadrez publicado), Arthur Napoleão (grande divulgador e pioneiro do jogo no Brasil), Charles Pradez (suíço que residiu alguns anos no Rio de Janeiro), Joaquim Navarro e Vitoriano Palhares.